# Pat Gibson

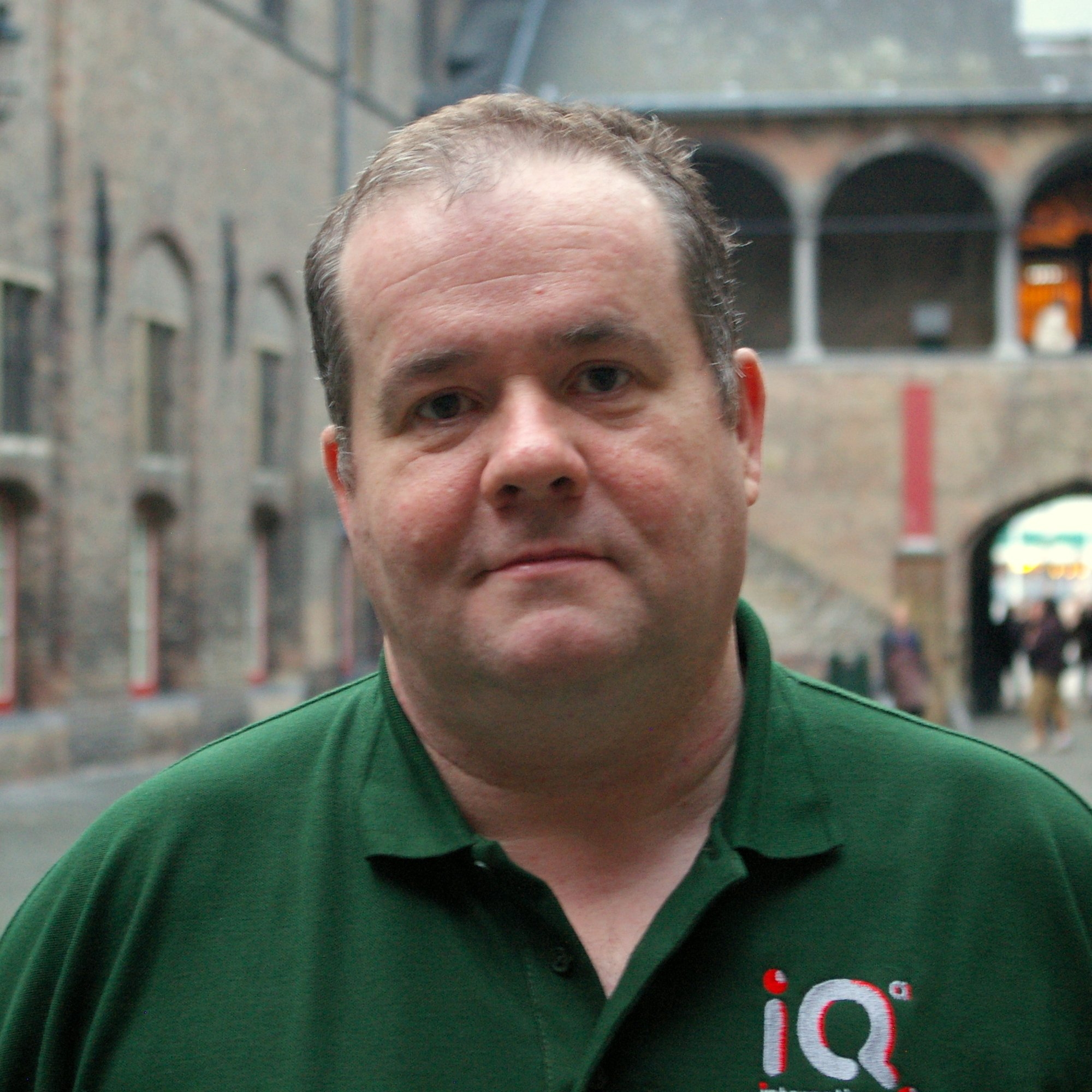
Pat Gibson in 2011

Pat Gibson (Galway, 19 juli 1961) is een Ierse quizzer en een van de meest succesvolle quizzers van het eerste decennium van de 21e eeuw. Hij werd viermaal wereldkampioen quizzen en is verder bekend door panellid te zijn in de Britse tv-quizshow Eggheads. Hij is geboren en opgegroeid in Ierland, maar woont sinds vele jaren in het Verenigd Koninkrijk. Gibson is burgerlijk ingenieur en werkte als softwareontwikkelaar.

## Televisiequizzen
Op 24 april 2004 werd Gibson de vierde kandidaat die de jackpot won van de Britse televisiequiz Who Wants to Be a Millionaire? Op zijn laatste vraag had hij nog steeds de hulplijnen 50:50 en bel-een-vriend over.
In 2005 werd hij kampioen van Mastermind en in 2010 werd hij gekroond tot Mastermind ‘Champion of Champions’, met een winnende score van 36 en geen passen.
In 2006 won hij het prestigieuze quizprogramma Brain of Britain op BBC Radio 4.
Sinds 2009 is hij vast panellid van de BBC-quizreeks Eggheads.

## Nationale en internationale quizkampioenschappen
Gibson heeft 35 internationale quizmedailles (16 gouden, 13 zilveren en 6 bronzen), evenveel als Kevin Ashman en daarmee internationaal recordhouder, maar met minder goud dan Ashman. In 2010 won Gibson het IQA Wereldkampioenschap quizzen met een high score van 180/210, daarbij Ashman en de Belg Ronny Swiggers achter zich latend, die strandden op een ex aequo van 169/210. Gibson hield zijn titel van wereldkampioen in 2011 (Lichfield, England) met een marge van 10 punten op Ashman. Op het WK van 2012 moest hij het jong aanstormend talent Jesse Honey voor zich laten, maar in 2013 behaalde hij opnieuw de hoogste eer. In 2014 werd hij zesde en ging de titel voor het eerst naar iemand buiten Europa: de Indiër Vikram Joshi.
| Jaar | Wereldkampioenschappen | Europese Kampioenschappen                                       | Britse Kampioenschappen |
| ---- | ---------------------- | --------------------------------------------------------------- | ----------------------- |
| 2004 | WK Individueel         | Gent · EK Individueel · EK Landenteams                          | Individueel             |
| 2005 | WK Individueel         | Tallinn · EK Individueel · EK Duo's · EK Landenteams            |                         |
| 2006 | WK Individueel         | Parijs · EK Individueel · EK Landenteams · EK Club Teams        | Individueel · Duo's     |
| 2007 | WK Individueel         | Blackpool · EK Landenteams · EK Individueel                     | Individueel             |
| 2008 | 5de WK Individueel     | Oslo · EK Individueel · EK Landenteams · EK Club Teams          |                         |
| 2009 | 6de WK Individueel     | Dordrecht · EK Individueel · EK Landenteams · EK Duo's          | Individueel             |
| 2010 | WK Individueel         | Derby · EK Individueel · EK Landenteams · EK Duo's              | Individueel             |
| 2011 | WK Individueel         | Brugge · EK Individueel · EK Duo's                              | Individueel · Duo's     |
| 2012 | WK Individueel         | Tartu · EK Duo's · EK Landenteams                               |                         |
| 2013 | WK Individueel         | Liverpool · EK Duo's · EK Landenteams · EK Club Teams · Masters | Individueel             |
| 2014 | 6de WK Individueel     |                                                                 |                         |